# کارل مونسون
کارل مونسون (انگلیسی: Carl Monson؛ ‏ ۲ سپتامبر ۱۹۳۲ – ۴ اوت ۱۹۸۸) یک کارگردان فیلم اهل ایالات متحده آمریکا بود.
از فیلم‌ها یا مجموعه‌های تلویزیونی که وی در آن‌ها نقش داشته‌است می‌توان به  لطفاً مادرم را نخور و فریادی در خیابان‌ها اشاره نمود.